# Elizabethtown (Pennsylvania)
Elizabethtown település az Amerikai Egyesült Államok Pennsylvania államában, Lancaster megyében. Lakosainak száma 11 639 fő (2020. április 1.).

## Népesség
A település népességének változása:

| 2010 | 11 545 |
| 2020 | 11 639 |